# GTK Boxer
El Boxer es un vehículo blindado de combate polivalente germano-neerlandés diseñado para cumplir varios tipos de funciones mediante el uso de módulos de misión instalables. Es producido por el grupo industrial ARTEC GmbH (ARmoured vehicle TEChnology) y gestionado por OCCAR (Organisation for Joint Armament Cooperation). ARTEC GmbH tiene su sede en Múnich y sus empresas matrices son Krauss-Maffei Wegmann y Rheinmetall de Alemania, y Rheinmetall Nederland por parte de los Países Bajos. Otros de los nombres de este vehículo son GTK (Gepanzertes Transport-Kraftfahrzeug; «vehículo de transporte blindado») en Alemania, PWV (Pantser Wiel Voertuig; «vehículo blindado de ruedas») en los Países Bajos y MRAV (Multirole Armoured Vehicle; «vehículo blindado polivalente») en el Reino Unido, país que abandonó el programa en 2003.

## Desarrollo

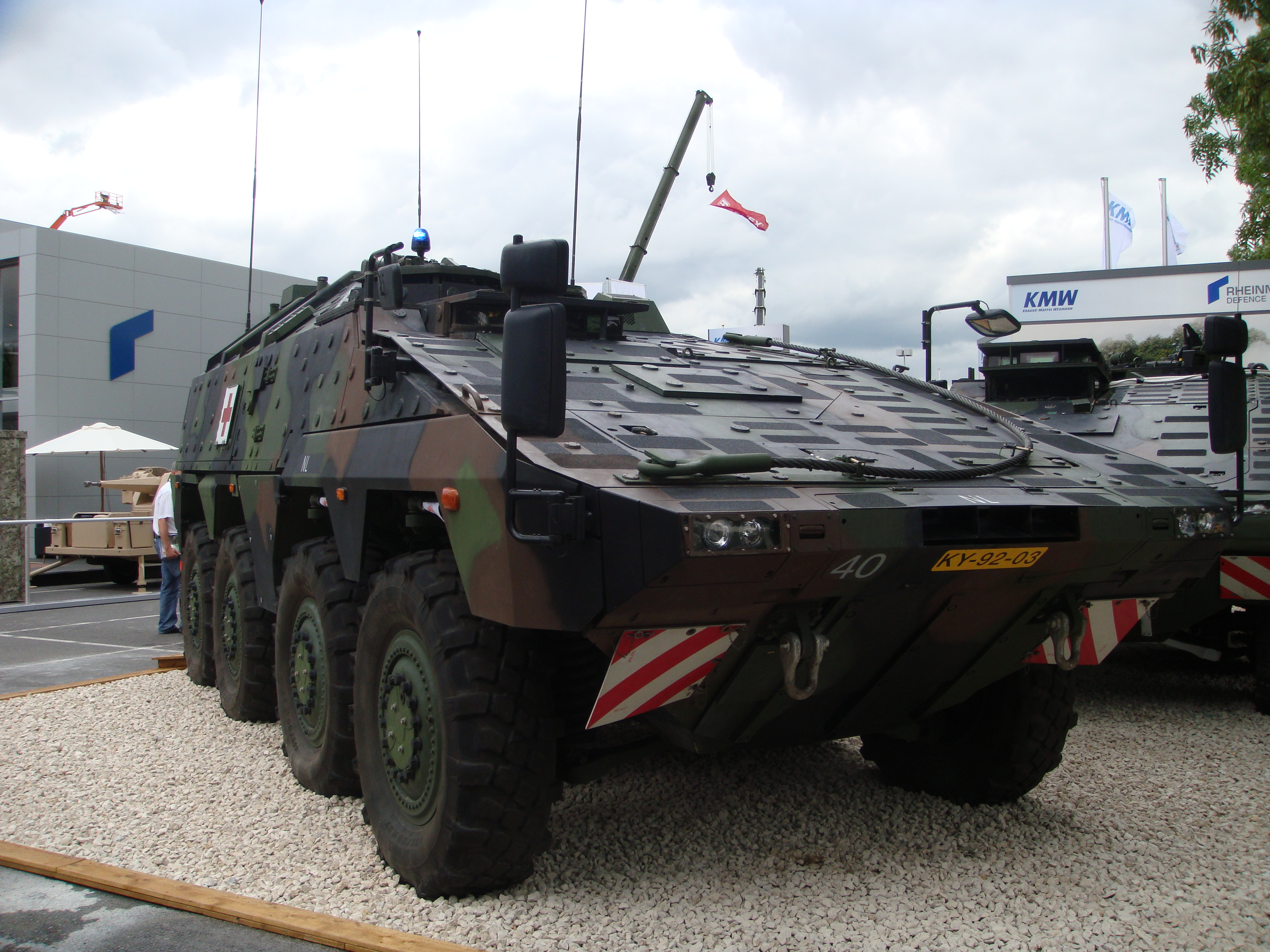
Un Boxer configurado como ambulancia.

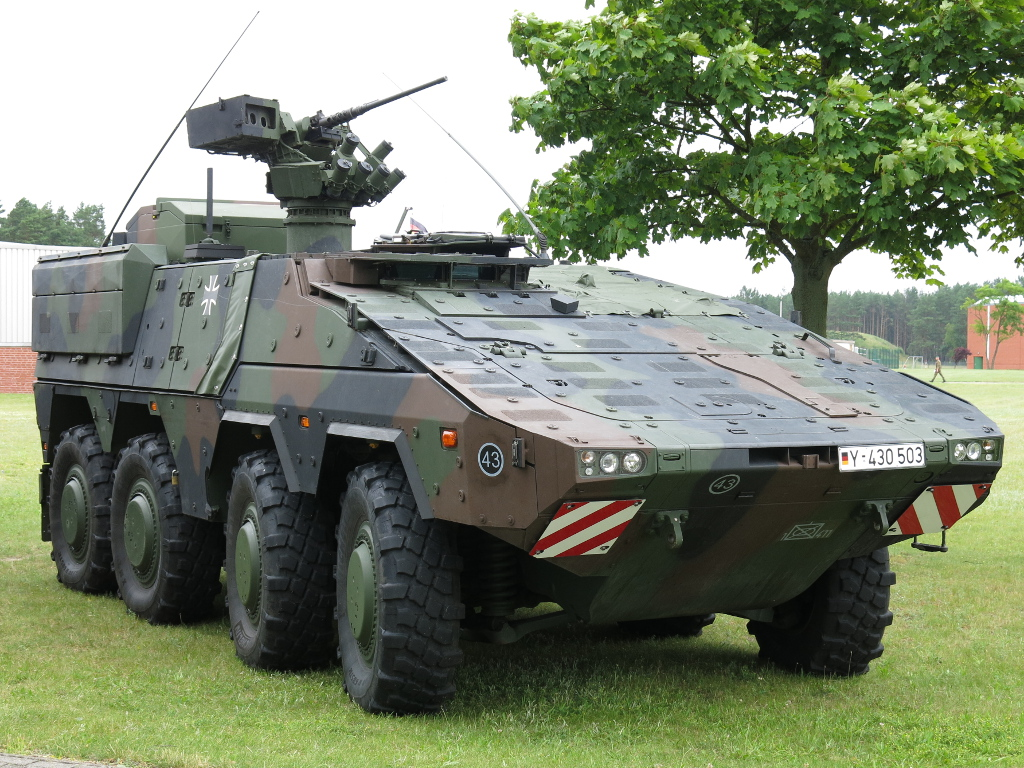
Boxer equipado con una estación armada de autodefensa a control remoto.

La iniciativa para la creación de este vehículo fue el esfuerzo conjunto de los gobiernos del Reino Unido y Alemania, quienes firmaron un contrato para su desarrollo en noviembre de 1999, al cual posteriormente se adhirió Holanda, que lo denomina Pantser Wiel Voertuig (PWV).
Posteriormente Gran Bretaña se retiró del programa en 2002, para concentrarse en un proyecto de vehículo blindado propio.
Se esperaban 10 prototipos listos para fines de 2006.
Desde julio de 2011 operan cinco GTK Boxer del Bundeswehr como transportes de tropas en la ISAF en Afganistán.

## Diseño

### Armamento
Los vehículos alemanes llevarán estandarizados una ametralladora tipo 1530 Krauss-Maffei Wegmann, con un lanzagranadas de 40 mm.
Los vehículos holandeses llevarán una estación Thales Twister a Radiocontrol con una mira térmica Albatros.
Los Boxers tendrán la particularidad de poder intercambiar los módulos que llevarán a sus espaldas. Entre los módulos intercambiables pueden figurar estaciones de mando o compartimientos médicos. Esto permite convertirlo en un vehículo de transporte de tropas, en una ambulancia o en un centro de mando, y viceversa, en solo una hora.

### Módulos de misión
- Transporte blindado de personal
- Puesto de mando en varias configuraciones, con diversos equipos y una tripulación de 5 personas.
- Carga, con capacidad para transportar 2 toneladas de materiales.
- Carga / mando y control, módulo muy flexible que puede ser empleado para transportar 1,5 toneladas de materiales, mando y control, y transporte de bajas.
- Ambulancia, con capacidad para transportar 7 heridos sentados, 3 en camilla, o 2 en camilla y 3 sentados.
- Reparaciones en combate, con 2 tripulantes y 2 mecánicos, herramientas y equipos de reparación en campaña.
- Vehículo de combate de zapadores, con 3 tripulantes, puede transportar 6 zapadores y su equipo de limpieza de minas, demoliciones, etc.
- Mortero de 120 mm
- Vehículo escuela
- Vehículo de defensa antiaérea, versión desarrollada por iniciativa privada de Rheinmetall, equipa el sistema Skyranger, provisto de un cañón automático de 35 mm en torreta.

## Usuarios

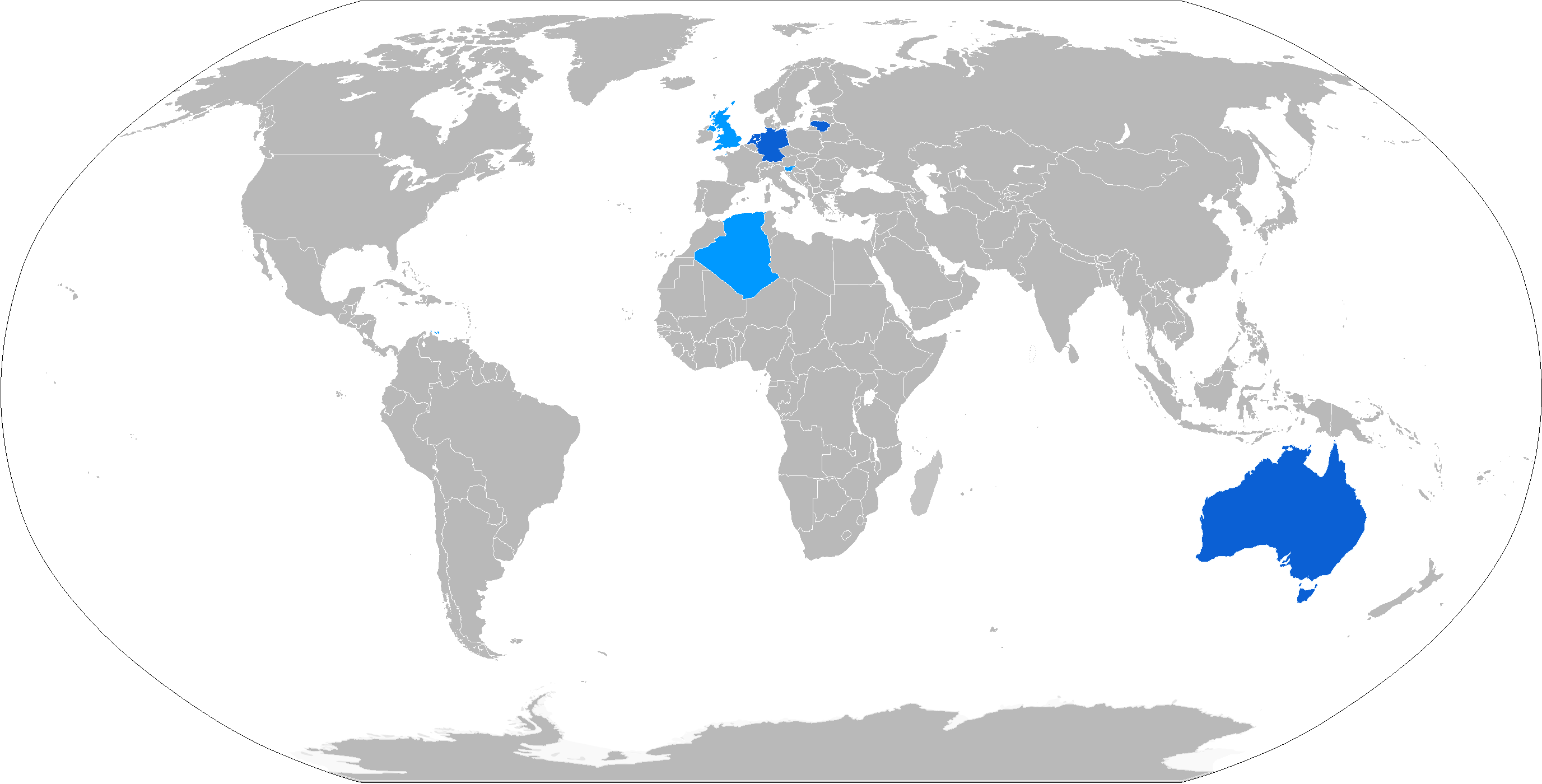
Mapa de los países operadores del GTX Boxer.

### Actuales
- Ejército Nacional Popular de Argelia - La producción bajo licencia comenzó en 2020, se produjeron 500 unidades en 2023.[3][4]
- Ejército Alemán - 403 vehículos, entregados a partir de 2018.
- Real Ejército de Países Bajos - 200 vehículos, entregados desde 2013 a 2017.
- Fuerzas de Tierra Lituanas - el 11 de diciembre de 2015 Lituania decidió comprar 88 vehículos blindados Boxer armados con las estaciones armadas múltiples israelíes RAFAEL Samson Mk II.[5] El pedido, por valor de 385.6 millones de euros, fue hecho el 22 de agosto de 2016 y será finalizado entre 2017 to 2021. En Lituania son denominados IFV Vilkas (Vilka en Lituano significa lobo).[6]

Por otro lado, el martes 12 de abril de 2022 el ministro de defensa lituano A.Anušauskas afirmó que adquirirán otros 100 vehículos blindados, ante la invasión rusa a Ucrania.
- Eslovenia - Eslovenia firmó un contrato por valor de 343 millones de euros para la adquisición de 45 vehículos en mayo de 2022, entrando a formar parte oficialmente del programa, recibirá su primer Boxer en 2023.

### Futuros
- Ejército británico — En noviembre de 2019, se confirmó la compra de 500 unidades, de las cuales serán ensambladas con hasta un 60% de piezas manufacturadas en el Reino Unido, y todo ello en vista de los posibles efectos del Brexit, siendo así que empezarán a ser despachadas en 2023.[7] Para octubre de 2016, el Ministro de Defensa de Reino Unido había anunciado una posible compra de hasta 900 vehículos.[8]

### Posibles
- Ejército de Australia — Pretende sustituir a la flota actual formada por 250 vehículos blindados ligeros ASLAV que finalizarán su vida útil aproximadamente en 2021. El contrato se espera activar a principios de 2018.[9]
- Ejército Real de Marruecos— En noviembre de 2011 el ministro delegado de la defensa en Marruecos Abdellatif Loudiyi visitó las instalaciones de rheinmetall en Alemania y este mostró gran interés en el vehículo para renovar su flota de blindados 8×8.
- Ejército de Rumanía — En noviembre de 2016, el primer ministro de Rumanía Dacian Cioloș anunció un acuerdo con Rheinmetall para construir transportes blindados de personal con el objetivo de sustituir a la ya anticuada flota de BTR-70 de la era soviética que siguen en servicio activo en dicho ejército. Aunque el acuerdo no incluye directamente referencias al Boxer, sí incluye la creación de una Empresa conjunta con manufactura local. Aunque no está confirmado puede que el Boxer sea la base de un nuevo vehículo conjunto que cumpla las necesidades rumanas

### Vehículos similares
- FNSS PARS
- VBCI
- BTR-90
- MOWAG Piranha
- Patria AMV
- VBM Freccia
- Pandur II
- BTR-3
- BTR-4
- Stryker
- 8x8 Dragón